# What Was I Made For?
What Was I Made For? è un singolo della cantante statunitense Billie Eilish, pubblicato il 13 luglio 2023 come quarto estratto dalla colonna sonora del film del 2023 Barbie.
È stato riconosciuto col Golden Globe per la migliore canzone originale, il Grammy Award alla miglior canzone scritta per i media visivi, quello alla canzone dell'anno e l'Oscar alla miglior canzone originale.

## Descrizione

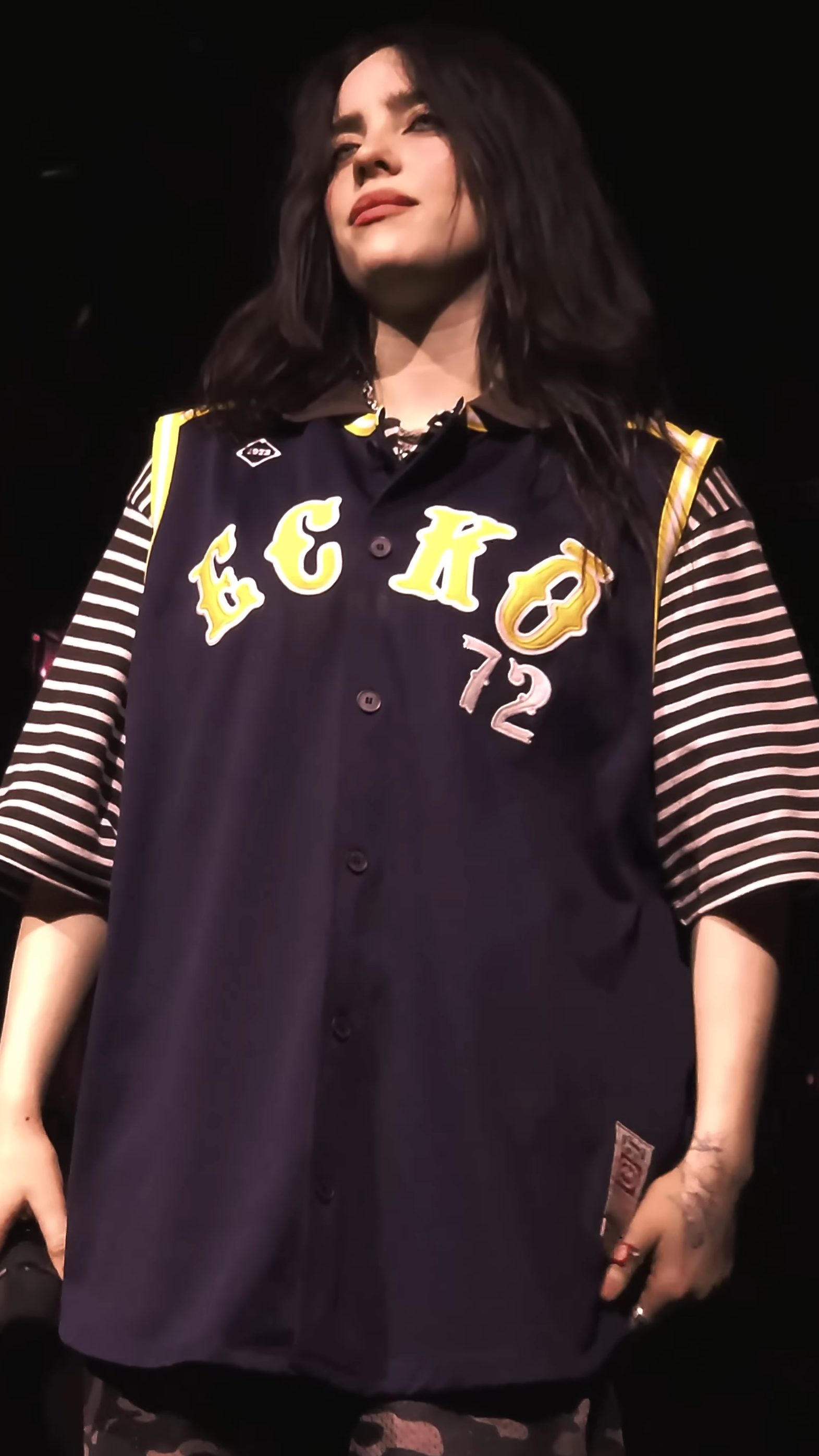
Billie Eilish mentre si esibisce sulle note di What Was I Made For? al Kia Forum di Inglewood durante il Hit Me Hard and Soft: the Tour nel dicembre 2024

Undicesima traccia tratta dalla colonna sonora, What Was I Made For? è una ballata suonata al pianoforte, scritta e composta da Eilish assieme al fratello.

## Video musicale
Il video musicale, diretto dall'artista stessa, è stato reso disponibile in concomitanza con l'uscita del brano attraverso il suo canale YouTube. È stato premiato con un MTV Video Music Award.

## Tracce
Testi e musiche di Billie Eilish e Finneas O'Connell.
1. What Was I Made For? – 3:42

## Formazione
Hanno partecipato alle registrazioni, secondo le note di copertina di Barbie: The Album:
- Billie Eilish – voce, produzione vocale, ingegneria del suono
- Finneas – pianoforte, sintetizzatore, basso, percussioni, produzione, arrangiamento vocale, ingegneria del suono
- Mark Ronson – arrangiamento orchestrale, produzione aggiuntiva
- Andrew Wyatt – arrangiamento orchestrale, produzione aggiuntiva
- Rob Kinelski – missaggio
- Eli Heisler – assistenza al missaggio

## Classifiche

### Classifiche settimanali
| Classifica (2023) | Posizione massima |
| ----------------- | ----------------- |
| Australia         | 1                 |
| Austria           | 3                 |
| Belgio (Fiandre)  | 10                |
| Belgio (Vallonia) | 29                |
| Canada            | 10                |
| Danimarca         | 13                |
| Estonia           | 16                |
| Filippine         | 7                 |
| Finlandia         | 15                |
| Francia           | 25                |
| Germania          | 9                 |
| Grecia            | 7                 |
| Hong Kong         | 25                |
| Indonesia         | 23                |
| Irlanda           | 1                 |
| Islanda           | 8                 |
| Israele           | 47                |
| Italia            | 61                |
| Lettonia          | 9                 |
| Lussemburgo       | 3                 |
| Lituania          | 12                |
| Malaysia          | 2                 |
| Medio Oriente     | 15                |
| Norvegia          | 4                 |
| Nuova Zelanda     | 2                 |
| Paesi Bassi       | 5                 |
| Panama            | 53                |
| Polonia           | 16                |
| Portogallo        | 15                |
| Regno Unito       | 1                 |
| Repubblica Ceca   | 6                 |
| Singapore         | 3                 |
| Slovacchia        | 6                 |
| Spagna            | 85                |
| Stati Uniti       | 14                |
| Svezia            | 5                 |
| Svizzera          | 1                 |
| Ungheria          | 15                |
| Vietnam           | 75                |

### Classifiche di fine anno
| Classifica (2023) | Posizione |
| ----------------- | --------- |
| Australia         | 62        |
| Austria           | 63        |
| Canada            | 62        |
| Estonia           | 99        |
| Germania          | 93        |
| Islanda           | 54        |
| Paesi Bassi       | 65        |
| Portogallo        | 122       |
| Regno Unito       | 45        |
| Stati Uniti       | 81        |
| Svizzera          | 53        |
| Ungheria          | 60        |
| Classifica (2024) | Posizione |
| Australia         | 89        |
| Francia           | 193       |
| Islanda           | 76        |
| Portogallo        | 97        |
| Regno Unito       | 63        |
| Stati Uniti       | 46        |

## Date di pubblicazione
| Paese                 | Data           | Formato                      | Etichetta            | Nota   |
| --------------------- | -------------- | ---------------------------- | -------------------- | ------ |
| Mondo                 | 13 luglio 2023 | Download digitale, streaming | Darkroom, Interscope | [ 60 ] |
| Italia                | 17 luglio 2023 | Contemporary hit radio       | Universal Italia     | [ 61 ] |
| Stati Uniti d'America | 1º agosto 2023 | Contemporary hit radio       | Darkroom, Interscope | [ 62 ] |